# 고센국
고센국( 네덜란드어:Het Land Goosen)은 1882년 10월 24일부터 1883년까지 존재했던 보어 공화국으로 영국의 케이프 식민지 지역 진출에 반대한 보어인들이 남부아프리카에 건국한 국가였다.